# Telemann-Kammerorchester Osaka
Das Telemann-Kammerorchester (jap. テレマン室内オーケストラ, Tereman Shitsunai Ōkesutra, bis zur Umbenennung 2009 auch テレマン室内管弦楽団, Tereman Shitsunai Kangen Gakudan; engl. Telemann Chamber Orchestra) ist ein professionelles japanisches Kammerorchester in Osaka.
Es wurde 1963 von dem japanischen Dirigenten und Oboisten Takeharu Nobuhara gegründet und steht unter der Schirmherrschaft der Japanischen Telemann Gesellschaft für Barockmusik. Das Orchester ist zudem außerordentliches Mitglied der japanischen Orchester-Vereinigung. Es ist sowohl der modernen wie der Historischen Aufführungspraxis verpflichtet. In der Anfangszeit reüssierte das Orchester in der historischen Aufführungspraxis üblicherweise unter der Bezeichnung Collegium Musicum Telemann (コレギウム・ムジクム・テレマン), heute jedoch ausschließlich als Telemann-Kammerorchester. Es hat seinen Sitz im Stadtteil Kita-ku in Osaka, wo es im historischen Gebäude des Ōsaka-Klub (大阪倶楽部) allmonatlich ein Konzert gibt.
Das Orchester wurde mehrfach ausgezeichnet, unter anderem mit dem Suntory-Musikpreis und 2007 mit dem Preis des Kulturfestes Osaka für eine Aufführung von Haydns Oratorium Die Jahreszeiten. 2003 konzertierte das Orchester beim Bachfest Leipzig.